# Газпром-Югра (волейбольный клуб)
«Газпром-Югра» — российский мужской волейбольный клуб из Сургута. Основан в 1996 году. Ранее выступал под названиями «Газовик» (1996—1997), «Газовик»-ЗСК (1997—2000), ЗСК-«Газпром» (2000—2007). Основные цвета — бело-синие.

## История
В 1996 году тренер Рафаэль Талгатович Хабибуллин получил добро от директора Сургутского завода по стабилизации конденсата (ЗСК) Хамита Нурмухаметовича Ясавеева на создание волейбольной команды на базе ЗСК. В 2000 году команда вышла в высшую лигу «А», а в 2002-м завоевала путёвку в Суперлигу. В её составе играли Андрей Андропов, Алексей Ашапатов, Николай Бараненков, Ярослав Василенко, Дмитрий Ветчинкин, Андрей Кобзарь, Владимир Кондусов, Денис Котов, Алексей Макаренков, Александр Рябко, Георгий Ряжнов, Артём Хабибуллин, Дмитрий Шуравин. Один из лидеров команды, блокирующий Алексей Ашапатов, в июне того же года в результате ножевого ранения потерял ногу был вынужден завершить карьеру в большом волейболе, впоследствии переключился на армрестлинг и лёгкую атлетику, в которой добился выдающихся достижений, став четырёхкратным чемпионом Паралимпийских игр.
В своём первом сезоне в Суперлиге команда не затерялась, а заняла высокое 6-е место. В дальнейшем за годы выступлений в сильнейшем дивизионе югорский коллектив завоевал репутацию крепкого середняка, добротной и неуступчивой команды. Цвета клуба из Сургута защищали такие известные российские игроки, как Ярослав Василенко, Олег Согрин, Денис Шипотько, Дмитрий Желтуха, Павел Стражников, Игорь Шулепов, лицо команды определяли и её легионеры — подлинным лидером и душой коллектива на протяжении четырёх сезонов (2003—2007) был польский диагональный Роберт Прыгель, за югорскую команду также выступали его соотечественник Лукаш Кадзевич, болгары Теодор Салпаров и Пламен Константинов, словенец Саша Гадник.
Со временем трансферная политика «Газпрома-Югры» постепенно менялась в сторону большего доверия молодым игрокам, в том числе и воспитанникам клуба, что способствовало улучшению результатов в чемпионатах России и появлению игроков сургутской команды в сборной страны. В 2010 году в национальную сборную вызывались Дмитрий Красиков и Александр Янутов, в 2011-м — Денис Бирюков, в 2012-м — Игорь Кобзарь и Алексей Родичев. Воспитанники клуба Артём Хабибуллин и Никита Ткачёв в 2009 году стали чемпионами Всемирной Универсиады, а в 2011 году золотую медаль Универсиады завоевал Александр Гуцалюк.
В сезоне 2010/11 годов «Газпром-Югра» впервые принимала участие в Кубке вызова, заняв российскую вакансию в еврокубках после отказа новосибирского «Локомотива» от выступлений в Кубке Европейской конфедерации волейбола. Югорская команда уверенно дошла до 1/4 финала, но после поражений от итальянской «Мачераты» была вынуждена прекратить борьбу за Кубок. В чемпионате России подопечные Рафаэля Хабибуллина заняли 9-е место и затем в мини-турнире четырёх команд, не попавших в плей-офф, отстояли право право играть в Суперлиге в следующем сезоне. Диагональный Василий Носенко стал самым результативным игроком чемпионата.
По итогам Открытого чемпионата России-2011/12 «Газпром-Югра» заняла 8-е место. Под руководством нового главного тренера, болгарина Пламена Константинова (Рафаэль Хабибуллин сосредоточился на работе в должности директора клуба), команда впервые в своей истории преодолела первый раунд плей-офф, обыграв в 1/8 финала «Белогорье», считавшееся одним из претендентов на медали.
В мае 2012 года вместо Пламена Константинова в тренерский штаб вошёл Андрей Толочко, ранее работавший главным тренером «Автомобилиста». Клуб провёл точечную селекцию, сохранив всех игроков стартовой шестёрки (доигровщиков Тодора Алексиева и Алексея Родичева, блокирующих Теодора Тодорова и Максима Проскурню, связующего Артёма Хабибуллина, диагонального Антона Мысина) и усилившись блокирующим Артёмом Смоляром и связующим Сергеем Шульгой. В чемпионате-2012/13 «Газпром-Югра» стартовала довольно мощно, одержав с начала сезона 11 побед в 14 матчах, но затем потерпела 5 поражений подряд и в начале марта 2013 года рассталась с Андреем Толочко. В серии 1/8 финала чемпионата «Газпром-Югра», снова возглавляемая Рафаэлем Хабибуллиным, обыграла «Искру», удивив соперника в том числе и появлением в своём составе опытного Сергея Баранова, объявлявшего за несколько месяцев до этого о завершении карьеры. Как и в прошлом сезоне, пройти дальше по сетке плей-офф сургутская команда не смогла, проиграв в четвертьфинале нижегородской «Губернии», что во многом было связано с проблемами со здоровьем лидеров коллектива Антона Мысина и Алексея Родичева.
В июне 2013 года новым главным тренером «Газпрома-Югры» был назначен знаменитый связующий Вадим Хамутцких, при этом в начале нового сезона 43-летний Борода продолжал выходить на площадку в качестве игрока и только с появлением в команде Романа Архипова сосредоточился на тренерской работе. Основным же связующим в команде стал приглашённый из «Грозного» Сергей Антипкин, но полученная им по ходу сезона травма вынудила сургутян арендовать у московского «Динамо» 18-летнего Павла Панкова, который быстро влился в новый коллектив. На позицию диагонального на смену Антону Мысину пришёл Алексей Черемисин. По итогам предварительного этапа «Газпром-Югра» заняла 7-е место и вышла в плей-офф на нижегородскую «Губернию». В матчах за выход в «Финал шести» сургутяне, игрой которых вновь активно руководил директор клуба Рафаэль Хабибуллин, оказали финалисту Кубка ЕКВ упорное сопротивление, доведя серию до решающего пятого матча, но победа в нём осталась за нижегородцами. После завершения сезона Вадим Хамутцких ушёл из клуба, а на должность главного тренера был назначен экс-наставник французского «Ренна» Борис Гребенников.
В межсезонье «Газпром-Югра» была неактивна на трансферном рынке, но уже ходу чемпионата России-2014/15 в Сургут из «Факела» перебрались один из сильнейших диагональных Суперлиги Константин Бакун и доигровщик Дмитрий Красиков. Также команду пополнил блокирующий Руслан Ханипов из «Белогорья», призванный заменить отправившегося в обратном направлении Артёма Смоляра. Борис Гребенников стал четвёртым тренером сургутян за последние четыре года, кому не удалось поработать с командой более одного сезона — за два тура до завершения регулярного чемпионата бразды правления коллективом в очередной раз взял в свои руки Рафаэль Хабибуллин. «Газпром-Югра» заняла в «регулярке» 5-е место, а в четвертьфинале преподнесла сенсацию в виде очень уверенной (два раза по 3:0) победы над новосибирским «Локомотивом». Добившись лучшего результата в истории клуба, подопечные Хабибуллина до пьедестала не добрались, проиграв «Белогорью» в полуфинальной серии и столичному «Динамо» в матчах за бронзу.
Перед началом сезона-2015/16 сургутскую команду покинули болгарские легионеры Тодор Алексиев и Теодор Тодоров, бывшие её лидерами на протяжении четырёх лет. Также клуб расстался с Сергеем Антипкиным, Русланом Ханиповым и Дмитрием Красиковым — все трое перешли в «Белогорье». Новым связующим «Газпрома-Югры» стал серб Алекса Брджович, на старте сезона состав пополнили олимпийские чемпионы Николай Апаликов и Дмитрий Ильиных, но в декабре Ильиных получил тяжёлые травмы в результате драки, после чего руководство клуба решило с ним расстаться. «Газпром-Югра» вновь заняла 4-е место в чемпионате России, повторив своё высшее достижение, а до этого пробилась в финал Кубка Европейской конфедерации волейбола. В первой встрече против «Берлина» подопечные Рафаэля Хабибуллина уступили со счётом 2:3, а на ответную домашнюю игру тренерский штаб оставил вне заявки Апаликова, Брджовича, Константина Бакуна и Алексея Кабешова, и команда ничего не смогла противопоставить сопернику. Наставники «Газпрома-Югры» объяснили такое решение плотным игровым графиком и необходимостью решать турнирные задачи в чемпионате страны, но после завершения сезона Рафаэль Хабибуллин сообщил, что истинной причиной неучастия лидеров команды в этом матче были остаточные следы мельдония в допинг-пробах волейболистов.
Летом 2016 года из «Газпрома-Югры» ушли четыре игрока основного состава — Николай Апаликов, Константин Бакун, Ян Ерещенко и Алексей Кабешов. Изменения в команде продолжились и по ходу сезона-2016/17, когда клуб расторг контракты с пришедшими в межсезонье Александром Волковым и Константином Семёновым. Из новичков наиболее заметными оказались блокирующий сборной Сербии Петар Крсманович и доигровщик Кирилл Урсов. Сезон для сургутян получился неровным. В Кубке ЕКВ команда дошла только до 1/8 финала, где уступила скромному чешскому «Карловарско», а в чемпионате России заняла лишь 8-е место на предварительном этапе, но пробилась в «Финал шести», выиграв серию у «Кузбасса». В решающих матчах из-за травмы не смог принять участие капитан команды Алексей Родичев, ещё до окончания сезона объявивший о переходе в новосибирский «Локомотив». В рамках «Финала шести» подопечные Рафаэля Хабибуллина не одержали ни одной победы. Помимо Родичева, «Газпром-Югра» перед началом следующего сезона потеряла Алексу Брджовича, а новый сербский связующий, Михайло Митич, не оправдал надежд тренерского штаба. Большой проблемой в сезоне-2017/18 также стала травма основного диагонального Александра Чефранова. По итогам чемпионата страны «Газпром-Югра» впервые с 2011 года не попала в восьмёрку сильнейших, но избежала участия в переходном турнире после победы в серии матчей над «Ярославичем». В Кубке вызова команда дошла до полуфинала, уступив на этой стадии греческому «Олимпиакосу».
В чемпионате России-2018/19 «Газпром-Югра» заняла 11-е место, двое её игроков — либеро Евгений Андреев и доигровщик Кирилл Урсов — летом 2019 года дебютировали в сборной страны. В межсезонье оба волейболиста перешли в петербургский «Зенит», а в целом состав команды обновился на 80 %. Наиболее заметным из новобранцев стал польский диагональный Мацей Музай, возглавивший список самых результативных игроков Суперлиги-2019/20, розыгрыш которой был прерван из-за распространения COVID-19. В четырёх следующих сезонах «Газпрому-Югре» не удавалось подняться в итоговой турнирной таблице выше 11-го места.

## Результаты выступлений

### Чемпионат России
| Сезон   | Лига                  | Место | И  | В  | П  | С/П    | Главный тренер                        |
| ------- | --------------------- | ----- | -- | -- | -- | ------ | ------------------------------------- |
| 1996/97 | 2-я лига (IV)         | 19-е  |    |    |    |        | Рафаэль Хабибуллин                    |
| 1997/98 | 1-я лига (IV)         | 6-е   |    |    |    |        | Рафаэль Хабибуллин                    |
| 1998/99 | 1-я лига (IV)         | 6-е   |    |    |    |        | Рафаэль Хабибуллин                    |
| 1999/00 | Высшая лига «Б» (III) | 2-е   | 44 | 39 | 5  | 125:34 | Рафаэль Хабибуллин                    |
| 2000/01 | Высшая лига «А» (II)  | 5-е   | 42 | 18 | 24 | 73:84  | Рафаэль Хабибуллин                    |
| 2001/02 | Высшая лига «А» (II)  | 2-е   | 44 | 37 | 7  | 117:48 | Рафаэль Хабибуллин                    |
| 2002/03 | Суперлига (I)         | 6-е   | 44 | 21 | 23 | 82:92  | Рафаэль Хабибуллин                    |
| 2003/04 | Суперлига (I)         | 7-е   | 29 | 14 | 15 | 51:59  | Рафаэль Хабибуллин                    |
| 2004/05 | Суперлига (I)         | 8-е   | 29 | 10 | 19 | 42:67  | Рафаэль Хабибуллин                    |
| 2005/06 | Суперлига (I)         | 10-е  | 34 | 12 | 22 | 56:83  | Рафаэль Хабибуллин                    |
| 2006/07 | Суперлига (I)         | 7-е   | 17 | 7  | 10 | 25:40  | Рафаэль Хабибуллин                    |
| 2007/08 | Суперлига (I)         | 8-е   | 22 | 8  | 14 | 36:47  | Рафаэль Хабибуллин                    |
| 2008/09 | Суперлига (I)         | 8-е   | 28 | 8  | 20 | 40:67  | Рафаэль Хабибуллин                    |
| 2009/10 | Суперлига (I)         | 7-е   | 25 | 10 | 15 | 43:56  | Рафаэль Хабибуллин                    |
| 2010/11 | Суперлига (I)         | 9-е   | 34 | 17 | 17 | 70:68  | Рафаэль Хабибуллин                    |
| 2011/12 | Суперлига (I)         | 8-е   | 24 | 8  | 16 | 43:56  | Пламен Константинов                   |
| 2012/13 | Суперлига (I)         | 7-е   | 30 | 14 | 16 | 51:58  | Андрей Толочко, Рафаэль Хабибуллин    |
| 2013/14 | Суперлига (I)         | 8-е   | 27 | 13 | 14 | 51:52  | Вадим Хамутцких                       |
| 2014/15 | Суперлига (I)         | 4-е   | 33 | 15 | 18 | 63:64  | Борис Гребенников, Рафаэль Хабибуллин |
| 2015/16 | Суперлига (I)         | 4-е   | 26 | 17 | 9  | 60:41  | Рафаэль Хабибуллин                    |
| 2016/17 | Суперлига (I)         | 6-е   | 32 | 13 | 19 | 58:69  | Рафаэль Хабибуллин                    |
| 2017/18 | Суперлига (I)         | 10-е  | 29 | 12 | 17 | 51:65  | Рафаэль Хабибуллин                    |
| 2018/19 | Суперлига (I)         | 11-е  | 36 | 13 | 23 | 55:78  | Рафаэль Хабибуллин                    |
| 2019/20 | Суперлига (I)         | 9-е   | 19 | 7  | 12 | 33:45  | Рафаэль Хабибуллин                    |
| 2020/21 | Суперлига (I)         | 12-е  | 32 | 9  | 23 | 48:77  | Рафаэль Хабибуллин                    |
| 2021/22 | Суперлига (I)         | 11-е  | 32 | 13 | 19 | 48:70  | Рафаэль Хабибуллин                    |
| 2022/23 | Суперлига (I)         | 12-е  | 32 | 7  | 25 | 40:78  | Рафаэль Хабибуллин                    |
| 2023/24 | Суперлига (I)         | 12-е  | 38 | 12 | 26 | 54:90  | Рафаэль Хабибуллин                    |
| 2023/24 | Суперлига (I)         | 11-е  | 30 | 9  | 21 | 37:73  | Рафаэль Хабибуллин                    |

### Еврокубки
| Сезон   | Место                   | И  | В | П | С/П   | Главный тренер     |
| ------- | ----------------------- | -- | - | - | ----- | ------------------ |
| 2010/11 | 1/4 финала Кубка вызова | 8  | 6 | 2 | 21:9  | Рафаэль Хабибуллин |
| 2015/16 | финал Кубка CEV         | 12 | 9 | 3 | 30:14 | Рафаэль Хабибуллин |
| 2016/17 | 1/8 финала Кубка CEV    | 4  | 1 | 3 | 6:10  | Рафаэль Хабибуллин |
| 2017/18 | 1/2 финала Кубка вызова | 8  | 6 | 2 | 18:10 | Рафаэль Хабибуллин |

## Достижения
- 4-е место в чемпионате России — 2014/15, 2015/16.
- 4-е место в Кубке России — 2013.
- Победитель Кубка Сибири и Дальнего Востока — 2002, 2003, 2004, 2008.
- Финалист Кубка ЕКВ — 2015/16.
- Полуфиналист Кубка вызова — 2017/18.

## Сезон-2024/25

### Переходы
- Пришли: связующий Артём Иванов («Локомотив-Изумруд»), диагональный Виталий Папазов («Нова»), доигровщики Артём Масько («Шахтёр», Белоруссия) и Георгий Серов («Академия-Казань»), центральные блокирующие Николай Бескровный («Нова») и Михаил Фёдоров, либеро Никита Вишневецкий (оба — «Динамо-ЛО») и Илья Кириллов («Ярославич»).
- Ушли: связующий Вадим Ожиганов, диагональные Ражабдибир Шахбанмирзаев (оба — «Локомотив») и Никита Алексеев, доигровщик Дмитрий Красиков, центральные блокирующие Петар Крсманович («Динамо-Урал»), Василий Тарасенко («Зенит» Санкт-Петербург) и Кирилл Ионов («Югра-Самотлор»), либеро Алексей Обмочаев.
- Дозаявлен доигровщик Александр Костадинов («Локомотив», аренда).

### Состав команды
| №                       | Имя                     | Год рождения            | Рост                    |                         |                         |
| Центральные блокирующие | Центральные блокирующие | Центральные блокирующие | Центральные блокирующие | Центральные блокирующие | Центральные блокирующие |
| ----------------------- | ----------------------- | ----------------------- | ----------------------- | ----------------------- | ----------------------- |
| 2                       | Дмитрий Курбатов        | 2000                    | 210                     |                         |                         |
| 4                       | Дмитрий Шевляков        | 1997                    | 205                     |                         |                         |
| 5                       | Михаил Фёдоров          | 2002                    | 212                     |                         |                         |
| 11                      | Николай Бескровный      | 1987                    | 205                     |                         |                         |
| Связующие               |                         |                         |                         |                         |                         |
| 3                       | Артём Иванов            | 1998                    | 194                     |                         |                         |
| 13                      | Максим Кириллов         | 2003                    | 202                     |                         |                         |
| Диагональные            |                         |                         |                         |                         |                         |
| 10                      | Виталий Папазов         | 1992                    | 202                     |                         |                         |
| 20                      | Вячеслав Руднев         | 1998                    | 202                     |                         |                         |

| №                                                                    | Имя                  | Год рождения | Рост        |             |             |
| Доигровщики                                                          | Доигровщики          | Доигровщики  | Доигровщики | Доигровщики | Доигровщики |
| -------------------------------------------------------------------- | -------------------- | ------------ | ----------- | ----------- | ----------- |
| 9                                                                    | Александр Слободянюк | 2000         | 200         |             |             |
| 12                                                                   | Иван Скворцов        | 2005         | 205         |             |             |
| 14                                                                   | Георгий Серов        | 2004         | 196         |             |             |
| 18                                                                   | Алексей Родичев      | 1988         | 203         |             |             |
| 23                                                                   | Артём Масько         | 1996         | 196         |             |             |
| 30                                                                   | Александр Костадинов | 2004         | 200         |             |             |
| Либеро                                                               |                      |              |             |             |             |
| 1                                                                    | Никита Нагаец        | 1996         | 185         |             |             |
| 15                                                                   | Никита Вишневецкий   | 1995         | 186         |             |             |
| 24                                                                   | Илья Кириллов        | 1996         | 186         |             |             |
| Главный тренер — Рафаэль Хабибуллин Старший тренер — Алексей Рудаков |                      |              |             |             |             |

## Молодёжная команда
Команда ЮКИОР (Югорский колледж-интернат олимпийского резерва, до 2021 года — «Звезда Югры») — победитель первенства Молодёжной волейбольной лиги сезона-2014/15, обладатель Кубка Молодёжной лиги (2014). Главный тренер — Андрей Чирков. Старший тренер — Артём Хабибуллин.

## Арена
Спортивный комплекс «Премьер-Арена» (вмещает 3020 зрителей).
В 2009 году на новой арене проходил Матч звёзд России, в котором принял участие нападающий «Газпрома-Югры» Игорь Шулепов.